# Pesceana (okręg Vâlcea)
Pesceana – wieś w Rumunii, w okręgu Vâlcea, w gminie Pesceana. W 2011 roku liczyła 311 mieszkańców.